# Rajya Sabha
Pour les autres articles nationaux ou selon les autres juridictions, voir Conseil des États.
Assemblée constituante
Nouveau bâtiment du Parlement
La Rajya Sabha (en hindi : राज्य सभा IAST : Rājya sabhā) ou Conseil des États (en anglais : Council of States) est la chambre haute du parlement de l'Inde. Elle est composée de 245 membres désignés pour un mandat de six ans et renouvelés par tiers : 12 nommés par le président de l'Inde et 233 élus au suffrage indirect par les membres des législatures des États et territoires.
Le vice-président de l'Inde est ex-officio président de la Rajya Sabha. À l'inverse de la chambre basse, la Lok Sabha, la Rajya Sabha ne peut pas être dissoute et le gouvernement n'est pas responsable devant elle.

## Élections et composition
La qualification des membres de la Rajya Sabha est la même que celle des membres de la Lok Sabha, hormis le fait qu'ils doivent être âgés d'au moins 30 ans (contre seulement 25 pour la Lok Sabha).
Sur les 245 membres de la Rajya Sabha, 233 sont élus par les Vidhan Sabhas des États et territoires au scrutin proportionnel par le vote unique transférable. En plus des membres élus, la Rajya Sabha compte 12 membres nommés par le président de l'Inde en vertu de leurs contributions dans les domaines des arts, de la littérature, de la science et des services sociaux.
Les sièges sont répartis entre les différents États en fonction de leur population :
| État                | Sièges de l'État | Mandat    | Sièges par mandat |
| ------------------- | ---------------- | --------- | ----------------- |
| Andhra Pradesh      | 11               | 2012-2018 | 3                 |
| Andhra Pradesh      | 11               | 2014-2020 | 5                 |
| Andhra Pradesh      | 11               | 2016-2022 | 3                 |
| Arunachal Pradesh   | 1                | 2014-2020 | 1                 |
| Assam               | 7                | 2013-2019 | 2                 |
| Assam               | 7                | 2014-2020 | 3                 |
| Assam               | 7                | 2016-2022 | 2                 |
| Bengale-Occidental  | 16               | 2011-2017 | 6                 |
| Bengale-Occidental  | 16               | 2012-2018 | 5                 |
| Bengale-Occidental  | 16               | 2014-2020 | 5                 |
| Bihar               | 16               | 2012-2018 | 6                 |
| Bihar               | 16               | 2014-2020 | 5                 |
| Bihar               | 16               | 2016-2022 | 5                 |
| Chhattisgarh        | 5                | 2012-2018 | 1                 |
| Chhattisgarh        | 5                | 2014-2020 | 2                 |
| Chhattisgarh        | 5                | 2016-2022 | 2                 |
| Goa                 | 1                | 2011-2017 | 1                 |
| Territoire de Delhi | 3                | 2012-2018 | 3                 |
| Gujarat             | 11               | 2011-2017 | 3                 |
| Gujarat             | 11               | 2012-2018 | 4                 |
| Gujarat             | 11               | 2014-2020 | 4                 |
| Haryana             | 5                | 2012-2018 | 1                 |
| Haryana             | 5                | 2014-2020 | 2                 |
| Haryana             | 5                | 2016-2022 | 3                 |
| Himachal Pradesh    | 3                | 2012-2018 | 1                 |
| Himachal Pradesh    | 3                | 2014-2020 | 1                 |
| Himachal Pradesh    | 3                | 2016-2022 | 1                 |
| Jammu-et-Cachemire  | 4                | 2015-2021 | 4                 |
| Jharkhand           | 6                | 2012-2018 | 2                 |
| Jharkhand           | 6                | 2014-2020 | 2                 |
| Jharkhand           | 6                | 2016-2022 | 2                 |
| Karnataka           | 12               | 2012-2018 | 4                 |
| Karnataka           | 12               | 2014-2020 | 4                 |
| Karnataka           | 12               | 2016-2022 | 4                 |
| Kerala              | 9                | 2012-2018 | 3                 |
| Kerala              | 9                | 2015-2021 | 3                 |
| Kerala              | 9                | 2016-2022 | 3                 |
| Madhya Pradesh      | 11               | 2012-2018 | 5                 |
| Madhya Pradesh      | 11               | 2014-2020 | 3                 |
| Madhya Pradesh      | 11               | 2016-2022 | 3                 |
| Maharashtra         | 19               | 2012-2018 | 6                 |
| Maharashtra         | 19               | 2014-2020 | 7                 |
| Maharashtra         | 19               | 2016-2022 | 6                 |
| Manipur             | 1                | 2014-2020 | 1                 |
| Meghalaya           | 1                | 2014-2020 | 1                 |
| Mizoram             | 1                | 2014-2020 | 1                 |
| Nagaland            | 1                | 2016-2022 | 1                 |
| Odisha              | 10               | 2012-2018 | 2                 |
| Odisha              | 10               | 2014-2020 | 5                 |
| Odisha              | 10               | 2016-2022 | 3                 |
| Puducherry          | 1                | 2009-2015 | 1                 |
| Pendjab             | 7                | 2016-2022 | 7                 |
| Rajasthan           | 10               | 2012-2018 | 3                 |
| Rajasthan           | 10               | 2014-2020 | 3                 |
| Rajasthan           | 10               | 2016-2022 | 4                 |
| Sikkim              | 1                | 2012-2018 | 1                 |
| Tamil Nadu          | 18               | 2013-2019 | 6                 |
| Tamil Nadu          | 18               | 2014-2020 | 6                 |
| Tamil Nadu          | 18               | 2016-2022 | 6                 |
| Telangana           | 7                | 2012-2018 | 3                 |
| Telangana           | 7                | 2014-2020 | 2                 |
| Telangana           | 7                | 2016-2022 | 2                 |
| Tripura             | 1                | 2016-2022 | 1                 |
| Uttar Pradesh       | 31               | 2012-2018 | 10                |
| Uttar Pradesh       | 31               | 2014-2020 | 10                |
| Uttar Pradesh       | 31               | 2016-2022 | 11                |
| Uttarakhand         | 3                | 2012-2018 | 1                 |
| Uttarakhand         | 3                | 2014-2020 | 1                 |
| Uttarakhand         | 3                | 2016-2022 | 1                 |
| Membres nommés      | 12               | 2012-2018 | 5                 |
| Membres nommés      | 12               | 2014-2020 | 1                 |
| Membres nommés      | 12               | 2016-2022 | 6                 |

Un membre est élu ou nommé pour un mandat de six ans. En cas de vacance, le siège est pourvu par une élection partielle et le membre ainsi élu reste en fonction pour le reste du mandat de la personne qu'il remplace.

### Composition actuelle
| Coalition                                   | Coalition                                    | Parti                        | Sièges |
| ------------------------------------------- | -------------------------------------------- | ---------------------------- | ------ |
|                                             | Alliance démocratique nationale Sièges : 119 | Bharatiya Janata Party       | 97     |
| All India Anna Dravida Munnetra Kazhagam    | Alliance démocratique nationale Sièges : 119 | 5                            |        |
| Janata Dal (United)                         | Alliance démocratique nationale Sièges : 119 | 5                            |        |
| Asom Gana Parishad                          | Alliance démocratique nationale Sièges : 119 | 1                            |        |
| Front national Mizo (en)                    | Alliance démocratique nationale Sièges : 119 | 1                            |        |
| Parti populaire national (en)               | Alliance démocratique nationale Sièges : 119 | 1                            |        |
| Front populaire Naga (en)                   | Alliance démocratique nationale Sièges : 119 | 1                            |        |
| Pattali Makkal Katchi (en)                  | Alliance démocratique nationale Sièges : 119 | 1                            |        |
| Tamil Maanila Congress (en)                 | Alliance démocratique nationale Sièges : 119 | 1                            |        |
| Republican Party of India (A) (en)          | Alliance démocratique nationale Sièges : 119 | 1                            |        |
| Janata Dal (Secular)                        | Alliance démocratique nationale Sièges : 119 | 1                            |        |
| Shiromani Akali Dal (Sanyukt) (en)          | Alliance démocratique nationale Sièges : 119 | 1                            |        |
| Indépendant                                 | Alliance démocratique nationale Sièges : 119 | 1                            |        |
| Candidats                                   | Alliance démocratique nationale Sièges : 119 | 3                            |        |
|                                             | Alliance progressiste unie Sièges : 55       | Congrès national indien      | 34     |
| Dravida Munnetra Kazhagam                   | Alliance progressiste unie Sièges : 55       | 10                           |        |
| Parti du congrès nationaliste               | Alliance progressiste unie Sièges : 55       | 4                            |        |
| Shiv Sena                                   | Alliance progressiste unie Sièges : 55       | 3                            |        |
| Ligue musulmane de l'Union indienne (en)    | Alliance progressiste unie Sièges : 55       | 1                            |        |
| JMM (en)                                    | Alliance progressiste unie Sièges : 55       | 1                            |        |
| Marumalarchi Dravida Munnetra Kazhagam (en) | Alliance progressiste unie Sièges : 55       | 1                            |        |
| Anchalik Gana Morcha (en)                   | Alliance progressiste unie Sièges : 55       | 1                            |        |
|                                             | Autres partis Sièges: 66                     | All India Trinamool Congress | 13     |
| Biju Janata Dal                             | Autres partis Sièges: 66                     | 9                            |        |
| Telangana Rashtra Samithi (en)              | Autres partis Sièges: 66                     | 6                            |        |
| Parti du Congrès YSR (en)                   | Autres partis Sièges: 66                     | 6                            |        |
| Parti communiste d'Inde (marxiste)          | Autres partis Sièges: 66                     | 6                            |        |
| Rashtriya Janata Dal                        | Autres partis Sièges: 66                     | 5                            |        |
| Samajwadi Party                             | Autres partis Sièges: 66                     | 5                            |        |
| Bahujan Samaj Party                         | Autres partis Sièges: 66                     | 3                            |        |
| Aam Aadmi Party                             | Autres partis Sièges: 66                     | 3                            |        |
| Shiromani Akali Dal                         | Autres partis Sièges: 66                     | 2                            |        |
| Parti communiste d'Inde                     | Autres partis Sièges: 66                     | 1                            |        |
| Telugu Desam Party (en)                     | Autres partis Sièges: 66                     | 1                            |        |
| Kerala Congress (M) (en)                    | Autres partis Sièges: 66                     | 1                            |        |
| Loktantrik Janata Dal (en)                  | Autres partis Sièges: 66                     | 1                            |        |
| Front démocratique du Sikkim (en)           | Autres partis Sièges: 66                     | 1                            |        |
| Vacants                                     | Vacants                                      | Vacants                      | 8      |
| Total                                       | Total                                        | Total                        | 245    |

## Compétences
La Rajya Sabha est la chambre haute du Parlement indien : pour qu'un projet devienne loi, il doit être adopté par la Lok Sabha et la Rajya Sabha et être sanctionné par le président de l'Inde. En cas de désaccord entre les deux chambres, un projet peut être soumis à une réunion conjointe des membres de la Lok Sabha et de la Rajya Sabha.
Toutefois, l'Inde est un régime parlementaire basé sur le système de Westminster et la chambre basse dispose de pouvoirs particuliers. Ainsi, les projets de loi de nature financière (money bill) ne peuvent pas être présentés à la Rajya Sabha et il peut être passé outre son rejet par la Lok Sabha. Le gouvernement n'est par ailleurs pas responsable devant la Rajya Sabha et celle-ci ne peut être dissoute.
La Rajya Sabha peut seule, par une résolution adoptée à la majorité des deux tiers : 
- autoriser l'adoption par le Parlement central de lois dans un domaine autrement réservé aux États ;
- autoriser la création d'un corps pan-indien de la fonction publique[3].

Par ailleurs, la Rajya Sabha dispose conjointement avec la Lok Sabha du pouvoir de destitution du président et des juges de la Cour suprême et des Hautes Cours, par un vote à la majorité des deux tiers dans chaque chambre.

## Offices
Le président (Chairman) de la Rajya Sabha est le vice-président de l'Inde. La chambre élit par ailleurs parmi ses membres un vice-président.
Le leader de la Chambre est le membre et ministre chargé de représenter le gouvernement dans les débats à la Rajya Sabha. Ce poste est occupé par le Premier ministre lorsqu'il est élu à la Rajya Sabha et par un ministre qu'il nomme lorsqu'il est élu de la Lok Sabha.
Le leader de l'opposition est le chef du principal parti qui n'est pas membre du gouvernement ou de la coalition gouvernementale. Jusqu'en 1969, il n'y avait pas de leader d'opposition à la Rajya Sabha et, jusqu'en 1977, le titre était reconnu mais de manière non officielle. La majorité gouvernementale étant déterminée à la Lok Sabha, il est possible pour l'opposition de disposer à la Rajya Sabha de plus de sièges que le gouvernement.